# Ines Varenkamp
Ines Varenkamp (nacida el 15 de noviembre de 1963) es una antigua ciclista de competición profesional alemana. Ganó el Campeonato Nacional de Carrera de Carretera Alemana en 1988. También participó en los Juegos Olímpicos de Los Ángeles 1984 y en los Juegos Olímpicos de Seúl 1988.